# Carlo Sartori
Carlo Domenico Sartori (Caderzone Terme, 10 febbraio 1948) è un ex calciatore italiano, di ruolo centrocampista.

## Biografia
Nato a Caderzone nel 1948, si trasferisce da bambino a Manchester, nel distretto di Collyhurst; rientra in Italia nel 1973, avendo deciso di svolgere il servizio militare nell'Esercito Italiano.

## Caratteristiche tecniche
Impiegato inizialmente come ala o seconda punta, nel corso degli anni si è trasformato in centrocampista centrale, con compiti prevalentemente di copertura ed interdizione. Tale collocazione viene considerata dallo stesso Sartori come il proprio ruolo naturale.

## Carriera
Nel 1963 entra a far parte delle giovanili del Manchester United, nelle quali gioca insieme a George Best; firma il suo primo contratto da professionista nel 1965, al compimento dei 17 anni. Fa il suo esordio in prima squadra il 9 ottobre 1968 subentrando a Francis Bums nel pareggio per 2-2 sul campo del Tottenham Hotspur, risultando il primo non britannico a militare nelle file dei Red Devils. Nella stagione di esordio con lo United colleziona 13 partite First Division e 2 presenze nella Coppa dei Campioni 1968-1969, realizzando la rete decisiva per il passaggio del turno contro l'Anderlecht, il 27 novembre 1968. Nell'annata successiva viene impiegato con continuità, totalizzando 27 presenze e 3 reti tra campionato e coppe.
A partire dalla stagione 1970-1971 lo spazio in prima squadra si riduce, con 9 apparizioni complessive in campionato; nella stagione 1971-1972, tuttavia, viene prescelto per comparire su un francobollo della serie celebrativa Soccer Stars Gala. Nel campionato 1972-1973 non è mai impiegato, e all'inizio del 1973 torna in Italia, dove sostiene alcuni provini con il Bologna. Nel marzo successivo viene ingaggiato dalla formazione felsinea per 50.000 sterline (circa 75 milioni di lire), in vista della stagione 1973-1974; chiude l'esperienza inglese con un totale di 56 presenze e 6 reti nel Manchester United.
Esordisce in Serie A il 7 ottobre 1973, nella sconfitta per 2-1 sul campo della Roma e in tutto il campionato colleziona una sola ulteriore presenza, il 6 gennaio successivo contro il Verona. Poco impiegato, si guadagna l'appellativo di oggetto misterioso e accusa problemi di ambientamento e adattamento al calcio italiano. A fine stagione viene ceduto alla SPAL, in Serie B: con l'allenatore Mario Caciagli è titolare, tuttavia offre un rendimento non soddisfacente, a causa di un equivoco tattico sul ruolo in campo (viene impiegato come ala anziché come centrocampista). Dopo l'esonero di Caciagli trova meno spazio con il nuovo allenatore Guido Capello, e nel 1975 passa al Benevento, in Serie C, in cambio di Salvatore Cascella. Qui l'allenatore Pietro Santin trova a Sartori la migliore collocazione tattica, come centrocampista di raccordo a tutto campo.
Nel 1976 torna a militare in Serie B, ingaggiato dal Lecce: rimane in Salento per tre campionati cadetti, per un totale di 100 presenze. Nel 1979 si trasferisce al Rimini, scambiato con Walter Grezzani: impiegato sempre più stabilmente come centrocampista centrale in copertura, contribuisce alla promozione in Serie B nel campionato 1979-1980, e disputa le sue ultime stagione tra i cadetti nelle due annate successive, indossando anche la fascia di capitano. Lasciata Rimini, chiude la carriera con un biennio al Trento, in Serie C1.
Conta 2 presenze in Serie A, 39 in First Division inglese e 180 in Serie B.

## Palmarès

### Club

#### Competizioni nazionali
- Coppa Italia: 1

Bologna: 1973-1974